# Krishna Monteiro
Krishna Mendes Monteiro (Santo Antonio da Platina, 1973) é um escritor e diplomata brasileiro.
Graduou-se em Economia pela Universidade Estadual de Campinas, onde também fez seu mestrado em ciências políticas. Iniciou a carreira diplomática em 2008. Foi vice-chefe de missão da embaixada brasileira no Sudão, cônsul adjunto do Brasil em Londres e trabalhou nas embaixadas do Brasil na Índia e na Tanzânia. Foi editor de textos literários da revista Juca, publicada pelo Itamaraty. Seu primeiro livro foi finalista do Prêmio Jabuti de 2016, na categoria Contos e Crônicas. 

## Obras
- 2015 - O Que Não Existe Mais (Tordesilhas) - Contos
- 2018 - O Mal de Lázaro (Tordesilhas) - Romance